# Modelo de Lieb-Liniger
El modelo de Lieb–Liniger describe un gas partículas bosónicas (es decir, que satisfacen la estadística de Bose–Einstein) en una caja uni-dimensional.

## Introducción
El modelo de un gas uni-dimensional de partículas bosónicas se presentó en 1963 para estudiar si las teorías aproximadas disponibles de tales gases, específicamente la teoría de Bogolubov, describen correctamente las propiedades reales del modelo. El modelo está basado en un Hamiltoniano para partículas que interaccionan entre sí via un potencial de dos cuerpos, y todas las autofunciones y autovalores de dicho hamiltoniano pueden, en principio, ser calculadas exactamente. A veces se denomina a este modelo como el gas de Bose uni-dimensional con interacción delta. También puede ser estudiado como una ecuación de Schödinger no lineal.
El estado fundamental, así como los primeros estados excitados fueron calculados, y se encontró que estaban de acuerdo con la teoría de Bogolubov cuándo el potencial es pequeño, excepto por el hecho de que hay dos tipos de excitaciones elementales en vez de uno, contradiciendo esto la preduicción de Bogolubov y de otras teorías.
El modelo parecía ser sólo de interés académico hasta que, con las técnicas experimentales sofisticadas desarrolladas en la primera década del siglo XXI,  fue posible producir esta clase de gas usando átomos reales como partículas.

## Definición y solución del modelo
Supongamos que tenemos {\displaystyle N} partículas con coordenadas {\displaystyle x} en la línea {\displaystyle [0,L]}, con condiciones de contorno periódicas, es decir, tenemos a las partículas encerradas en un anillo. Entonces, debido al carácter bosónico de las partículas, una función de ondas {\displaystyle \psi (x_{1},x_{2},\dots ,x_{j},\dots ,x_{N})} válida como solución de este problema es simétrica bajo el intercambio de partículas al ser estas indistinguibles entre sí, es decir, se cumple la simetría {\displaystyle \psi (\dots ,x_{i},\dots ,x_{j},\dots )=\psi (\dots ,x_{j},\dots ,x_{i},\dots )} para todo par de partículas {\displaystyle i\neq j}, y {\displaystyle \psi } satisface {\displaystyle \psi (\dots ,x_{j}=0,\dots )=\psi (\dots ,x_{j}=L,\dots )} para toda {\displaystyle j}. El hamiltoniano, en las unidades apropiadas, es
{\displaystyle H=-\sum \nolimits _{j=1}^{N}\partial ^{2}/\partial x_{j}^{2}+2c\sum \nolimits _{1\leq i<j\leq N}\delta (x_{i}-x_{j})\ ,}
Dónde {\displaystyle \delta } es la función delta de Dirac, es decir, la interacción es una interacción de contacto.  La constante {\displaystyle c\geq 0} denota la fuerza de la interacción. La función delta da lugar a una condición de contorno cuándo dos coordenadas, por ejemplo {\displaystyle x_{1}} y {\displaystyle x_{2}} son iguales; esta condición es que, cuando {\displaystyle x_{2}\searrow x_{1}}, la derivada de la función de ondas safisface
{\displaystyle ({\frac {\partial }{\partial x_{2}}}-{\frac {\partial }{\partial x_{1}}})\psi (x_{1},x_{2})|_{x_{2}=x_{1}+}=c\psi (x_{1}=x_{2})}
El límite de núcleo duro {\displaystyle c=\infty } se conoce como el gas de Tonks-Girardeau.
La ecuación de Schödinger independiente del tiempo {\displaystyle H\psi =E\psi } se resuelve vía la construcción explícita de {\displaystyle \psi }. Como {\displaystyle \psi } es simétrica y está totalmente determinada por sus valores en el simplex {\displaystyle {\mathcal {R}}}, definidos por la condición {\displaystyle 0\leq x_{1}\leq x_{2}\leq \dots ,\leq x_{N}\leq L}. En esta región uno busca una {\displaystyle \psi } de la forma considerada por H.A. Bethe en 1931 en el contexto de sistemas con espín, el Bethe ansatz. Esto es, para ciertos números reales {\displaystyle k_{1}<k_{2}<\cdots <k_{N}} que tienen que ser calculados, se propone que la posible solución del problema tiene la forma
{\displaystyle \psi (x_{1},\dots ,x_{N})=\sum _{P}a(P)\exp \left(i\sum _{j=1}^{N}k_{Pj}x_{j}\right)}
donde la suma es sobre todas las permutaciones {\displaystyle N!}, {\displaystyle P} de los enteros {\displaystyle 1,2,\dots ,N} y {\displaystyle P} son los mapas de {\displaystyle 1,2,\dots ,N} a {\displaystyle P1,P2,\dots ,PN}. Los coeficientes {\displaystyle a(P)}, así como los momentos {\displaystyle k}' se obtienen insertando dicho ansaltz en la ecuación a resolver {\displaystyle H\psi =E\psi }, y nos da como resultado
{\displaystyle E=\sum \nolimits _{j=1}^{N}\,k_{j}^{2}}
{\displaystyle a(P)=\prod \nolimits _{1\leq i<j\leq N}\left(1+{\frac {ic}{k_{Pi}-k_{Pj}}}\right)\ .}
Dorlas (1993) probó que todas las autofunciones de {\displaystyle H} tienen esta forma funcional.
Estas ecuaciones determinan {\displaystyle \psi } en función de los momentos {\displaystyle k}, los cuales, a su vez, se fijan por las condiciones de contorno. Como resultado, tenemos las siguientes {\displaystyle N} ecuaciones
{\displaystyle L\,k_{j}=2\pi I_{j}\ -2\sum \nolimits _{i=1}^{N}\arctan \left({\frac {k_{j}-k_{i}}{c}}\right)\qquad \qquad {\text{for }}j=1,\,\dots ,\,N\ ,}
Dónde {\displaystyle I_{1}<I_{2}<\cdots <I_{N}} son enteros cuando {\displaystyle N} es impar y, cuando {\displaystyle N} es par, toman los valores {\displaystyle \pm {\frac {1}{2}},\pm {\frac {3}{2}},\dots }. En el estado fundamental, los {\displaystyle I} satisfacen
{\displaystyle I_{j+1}-I_{j}=1,\quad {\rm {for}}\ 1\leq j<N\qquad {\text{and }}I_{1}=-I_{N}.\,}
El primer tipo de excitación elemental consiste en elegir los coeficientes {\displaystyle I_{1},\dots ,I_{N-1}} como antes, pero incrementando {\displaystyle I_{N}} en una cantidad {\displaystyle n>0} (o disminuyendo {\displaystyle I_{1}} el mismo número {\displaystyle n}). El momento de este estado es {\displaystyle p=2\pi n/L} (o {\displaystyle -2\pi n/L}).
En el segundo tipo de estados excitados, se escoge una constante tal que {\displaystyle 0<n\leq N/2} y se incrementa {\displaystyle I_{i}\to I_{i}+1} para todo {\displaystyle i\geq n}. El momento de este estado es {\displaystyle p=\pi -2\pi n/L}. De la misma manera se puede ver que hay un estado con {\displaystyle p=\pi +2\pi n/L}. El momento de este tipo de excitación está limitado a {\displaystyle |p|\leq \pi .}.
Estas excitaciones pueden combinarse y repetirse muchas veces. Por tanto, son de tipo bosónico. Si denotamos a la energía del estado fundamental como {\displaystyle E_{0}} y a las energías de los estados mencionados arriba como {\displaystyle E_{1,2}(p)}, entonces {\displaystyle \epsilon _{1}(p)=E_{1}(p)-E_{0}} y {\displaystyle \epsilon _{2}(p)=E_{2}(p)-E_{0}} son las energías de excitación de estos dos modos. Más tarde el modelo fue resuelto usando Quantum inverse scattering method. Eso ayudó a calcular funciones de correlación y a encontrar leyes de conservación. El hamiltoniano del modelo tiene una familia de operadores que conmutan con él, que dan lugar a distintas leyes de conservación. Una expresión explícita de dichas leyes de conservación puede ser encontrada en Davies y Korepin (1989).

## Límite termodinámico
Para hablar un gas, tomamos el límite {\displaystyle N} y {\displaystyle L} a infinito manteniendo la densidad {\displaystyle \rho =N/L} constante. La energía del estado fundamental por partícula {\displaystyle e=E_{0}/N}, y {\displaystyle \epsilon _{1,2}(p)} tienen límites bien definidos cuando {\displaystyle N\to \infty }. Por otro lado, tenemos dos parámetros, {\displaystyle \rho } y {\displaystyle c}, pero mediante un simple cambio de escala {\displaystyle x\to \rho x} podemos ver que, en realidad, el sistema tiene un solo parámetro libre {\displaystyle \gamma =c/\rho }.
Para evaluar {\displaystyle E_{0}}, asumimos que los N momentos {\displaystyle k} tienen un valor entre {\displaystyle K} y {\displaystyle -K} que tiene que ser calculado, y que la densidad de momentos tiene la forma {\displaystyle L\,f(k)}. Entonces, se ve que {\displaystyle f} satisface la siguiente ecuación en el intervalo {\displaystyle -K\leq k\leq K}
{\displaystyle 2c\int \nolimits _{-K}^{K}{\frac {f(p)}{c^{2}+(p-k)^{2}}}dp=2\pi f(k)-1\quad {\rm {and}}\quad \int \nolimits _{-K}^{K}f(p)dp=\rho \ ,}
la cual tiene una única solución positiva. Las excitaciones modifican esta densidad {\displaystyle f}, y se pueden encontrar ecuaciones integrales similares que determinan dichas modificaciones. La energía del estado fundamental por partícula está dada por
{\displaystyle e={\frac {1}{\rho }}\int \nolimits _{-K}^{K}k^{2}f(k)dk.}
La figura 1 muestra como {\displaystyle e} depende de {\displaystyle \gamma } y también nos muestra la aproximación de Bogolubov de {\displaystyle e}. Esta última es asintóticamente exacta a segundo orden en {\displaystyle \gamma }, es decir, {\displaystyle e\approx \gamma -4\gamma ^{3/2}/\pi }. En el límite {\displaystyle \gamma =\infty }, se tiene {\displaystyle e=\pi ^{2}/3}.
La figura 2 nos muestra las energías {\displaystyle \epsilon _{1}(p)} y {\displaystyle \epsilon _{2}(p)}  de dos estados excitados cuando {\displaystyle \gamma =0.787}. Las dos curvas son similares a estas para todo valor de {\displaystyle \gamma >0}, pero la aproximación de Bogolubov (línea a trazos) empeora a medida que aumenta {\displaystyle \gamma }.
La función de correlación (mecánica estadística)  del modelo se obtuvo en el libro titulado Quantum Inverse Scattering Method and Correlation Functions de V.E. Korepin, N.M. Bogoliubov y A.G. Izergin (Cambridge University Press, 1993).  El entrelazamiento cuántico del modelo se calculó en un artículo de Physical Review Letters.

## De tres dimensiones a una dimensión
Este gas unidimensional puede implementarse en el laboratorio usando átomos tridimensionales (reales) como partículas.  Se puede probar matemáticamente, a partir de la ecuación de Schrödinger para partículas tridimensionales en un contenedor cilíndrico alargado, que los estados de baja energía están descritos por el modelo uni-dimensional de Lieb–Liniger. Este experimento se ha hecho para el estado fundamental y para estados excitados. El cilindro no tiene que ser tan estrecho como el diámetro atómico, de hecho, puede ser mucho más ancho si la energía de excitación en la dirección perpendicular al eje es grande comparada con la energía por partícula {\displaystyle e}.